# Trevor Eve

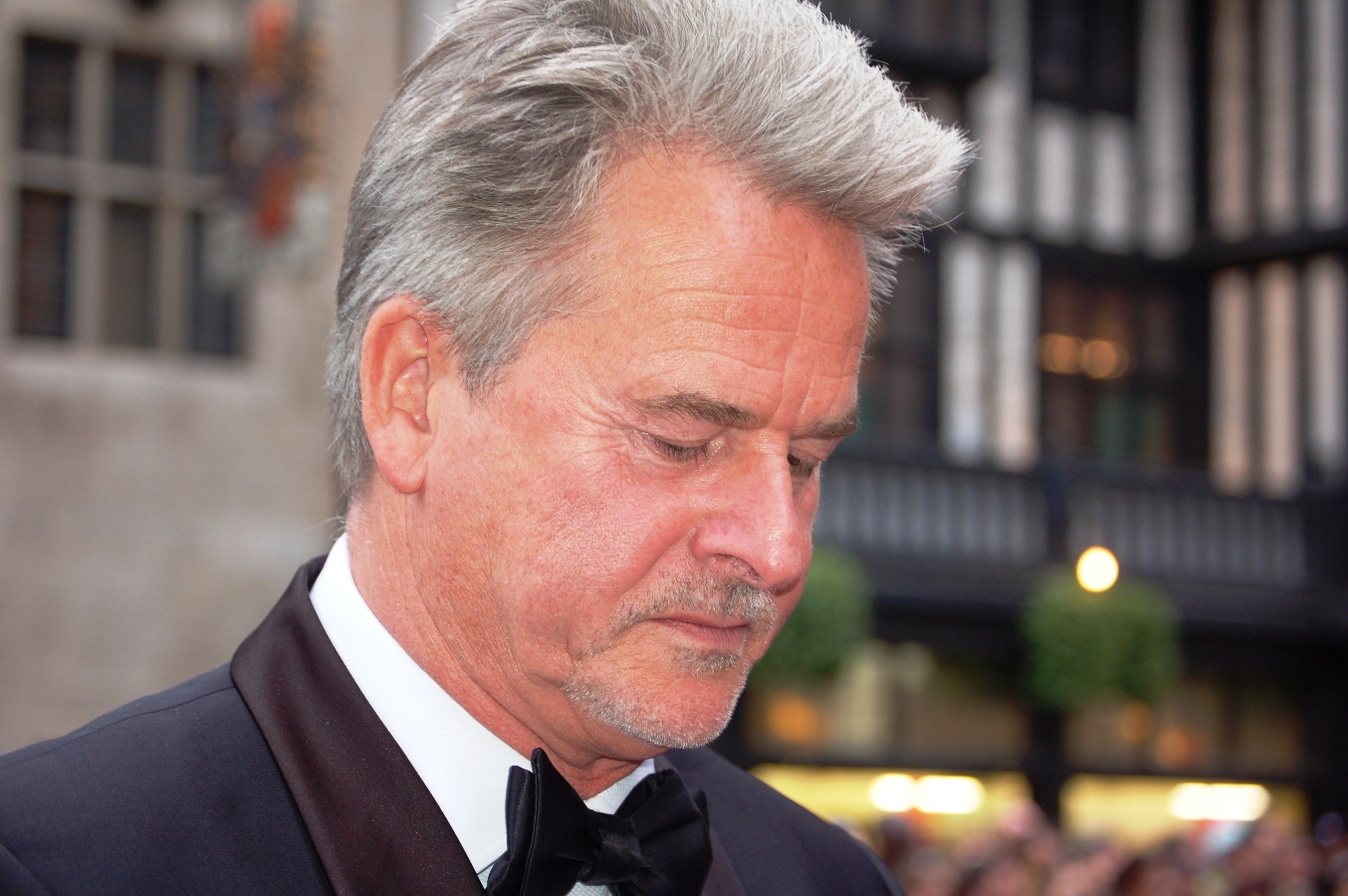
Trevor Eve bei den BAFTA Awards 2008

Trevor John Eve (* 1. Juli 1951 in Birmingham, England) ist ein britischer Schauspieler, der vor allem durch seine Rollen in den Krimiserien Shoestring und Waking the Dead bekannt geworden ist.

## Leben
Trevor Eve studierte zunächst Architektur an der Kingston University in London, bevor er sich an der Royal Academy of Dramatic Art einschrieb. Seinen ersten großen Bühnenerfolg feierte der Brite als Paul McCartney in Willy Russells Beatles-Stück John, Paul, George, Ringo and Bert, das 1974 im Lyric Theatre im Londoner West End uraufgeführt wurde. 1979 war Eve in seiner ersten Fernsehhauptrolle in der Krimiserie Shoestring zu sehen, 1982 erhielt er den Laurence Olivier Award als bester Hauptdarsteller für seine Rolle in Mark Medoffs Children of a Lesser God. 1997 konnte er den Preis erneut gewinnen, diesmal als bester Nebendarsteller in Anton Tschechows Uncle Vanya, das im Albery Theatre aufgeführt wurde. Seit 2000 ist Trevor Eve als Detective Superintendent Peter Boyd in Waking the Dead zu sehen. Seine deutsche Synchronstimme wird von Joachim Kerzel gesprochen. Gelegentlich ist Eve auch als Produzent und Ausführender Produzent aktiv.
Trevor Eve ist verheiratet mit der Schauspielerin Sharon Maughan, mit ihr hat er drei Kinder, von denen die älteste Tochter Alice ebenfalls als Schauspielerin tätig ist.

## Filmografie (Auswahl)
- 1979: Dracula
- 1979–1980: Shoestring (Fernsehserie, 21 Episoden)
- 1989: Scandal
- 1993: Aspen Extreme
- 1994: Don’t Get Me Started
- 1995: Niemandsland/Fluchtpunkt Todeszone (Black Easter)
- 1998: The Tribe
- 1998: Appetite
- 1998: Alice im Spiegelland (Alice Through the Looking Glass, Fernsehfilm, als Produzent)
- 1999: David Copperfield (Fernsehfilm)
- 1999: Katastrophe im Schwarzen Loch (Doomwatch: Winter Angel)
- 2000–2011: Waking the Dead – Im Auftrag der Toten (Waking the Dead, Fernsehserie, 92 Episoden)
- 2002: Besessen (Possession)
- 2004: Troja (Troy)
- 2010: Zu scharf um wahr zu sein (She’s Out of My League)
- 2011–2012: Der Jäger – Geld oder Leben (Kidnap and Ransom, Minifernsehserie, 6 Episoden)
- 2018–2022: A Discovery of Witches (Fernsehserie, 19 Episoden)